# دانیلوفگراد
شهر دانیلوفگراد (به روسی: Даниловград) در کشور مونته‌نگرو واقع شده‌است. جمعیت این شهر ۵٫۵۱۲ نفر  است. در تاریخ ۱۸۶۹ به عنوان شهر شناخته شد.